# Фрэнсис Марион
Фрэнсис Марион (англ. Frances Marion, 18 ноября 1888 — 12 мая 1973) — американская журналистка и писательница, а также одна из наиболее известных женщин-сценаристов XX века.

## Биография
Марион Бенсон Оуэнс (англ. Marion Benson Owens) родилась в Сан-Франциско в 1888 году. На первых этапах своей карьеры работала журналисткой, а в годы Первой мировой войны была военным корреспондентом в Европе. Вернувшись на родину, она обосновалась в Лос-Анджелесе. Там она нашла себе работу в качестве ассистента сценариста на киностудии «Lois Weber Productions», принадлежавшей пионеру женской кинорежиссуры Лоис Вебер.
Вскоре Оуэнс взяла себе псевдоним Фрэнсис Марион, под которым добилась больших успехов в киноиндустрии США в 1920-х и 1930-х годах. Среди её работ такие популярные фильмы с Мэри Пикфорд как «Ребекка с фермы Саннибрук» (1917) и «Бедная маленькая богатая девочка» (1917). Она также показала себя и в качестве актрисы в трёх ранних фильмах Пикфорд в 1915 году.
В 1930 году она стала лауреатом премии «Оскар» за лучший адаптированный сценарий к фильму «Казённый дом», став первой женщиной, удостоенной в этой номинации премии Американской киноакадемии. Спустя два года она получила второй «Оскар» в номинации лучший оригинальный сюжет для фильма «Чемпион». На протяжении многих лет она работала по контракту на «MGM», но в 1946 году, будучи уже довольно известной и состоятельной женщиной, покинула студию и стала уделять больше времени написанию сценариев для театральных постановок.
Фрэнсис Марион четыре раза была замужем, став матерью двоих сыновей. В 1972 в свет вышла книга её мемуаров «Off With Their Heads: A Serio-Comic Tale of Hollywood».
Фрэнсис Марион умерла в 1973 году в Лос-Анджелесе от разрыва аневризмы в возрасте 84 лет.

## Награды
- Оскар 1930 — «Лучший адаптированный сценарий» («Казённый дом»)
- Оскар 1932 — «Лучший оригинальный сюжет» («Чемпион»)